# 須賀川牡丹園

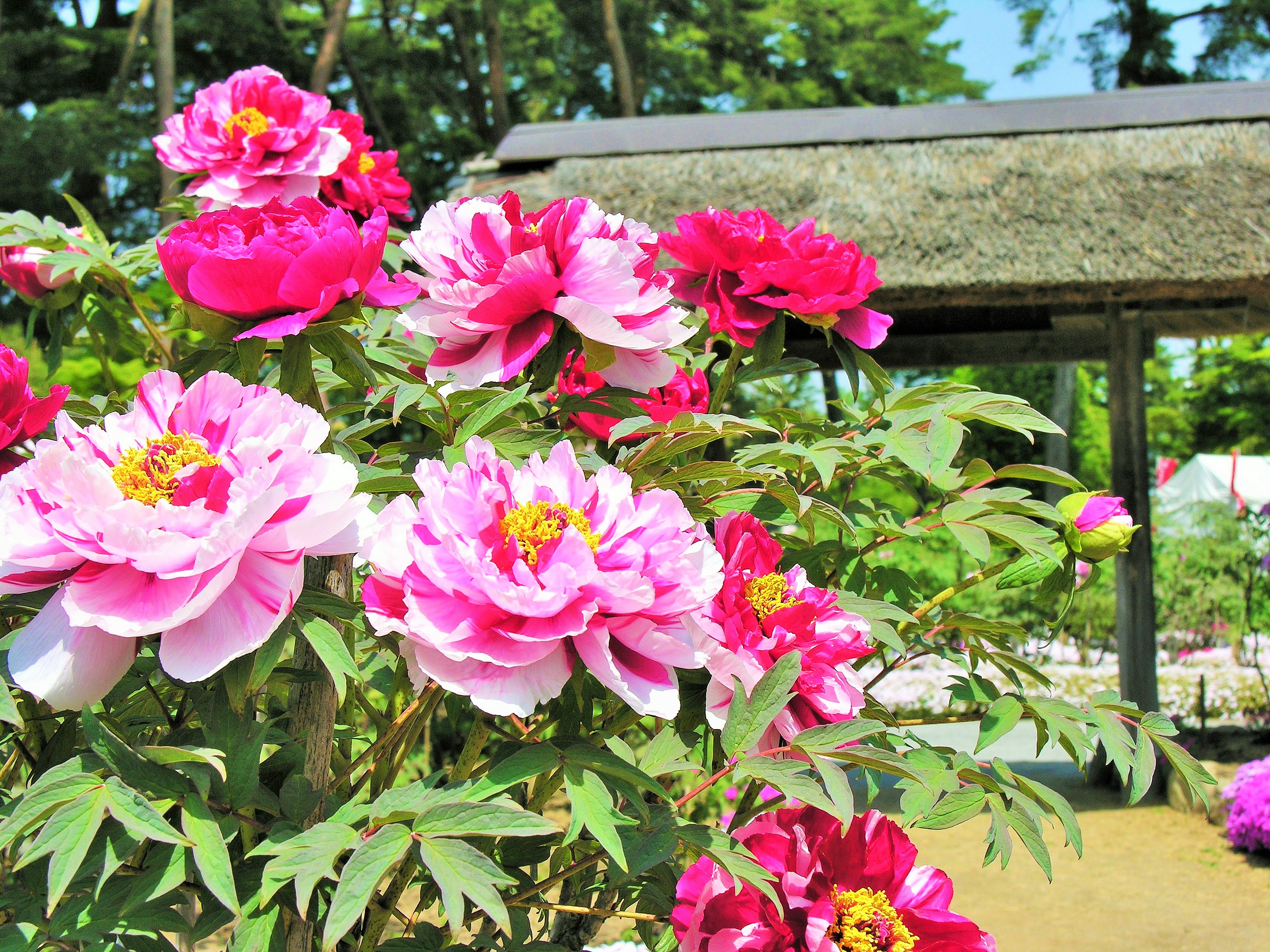

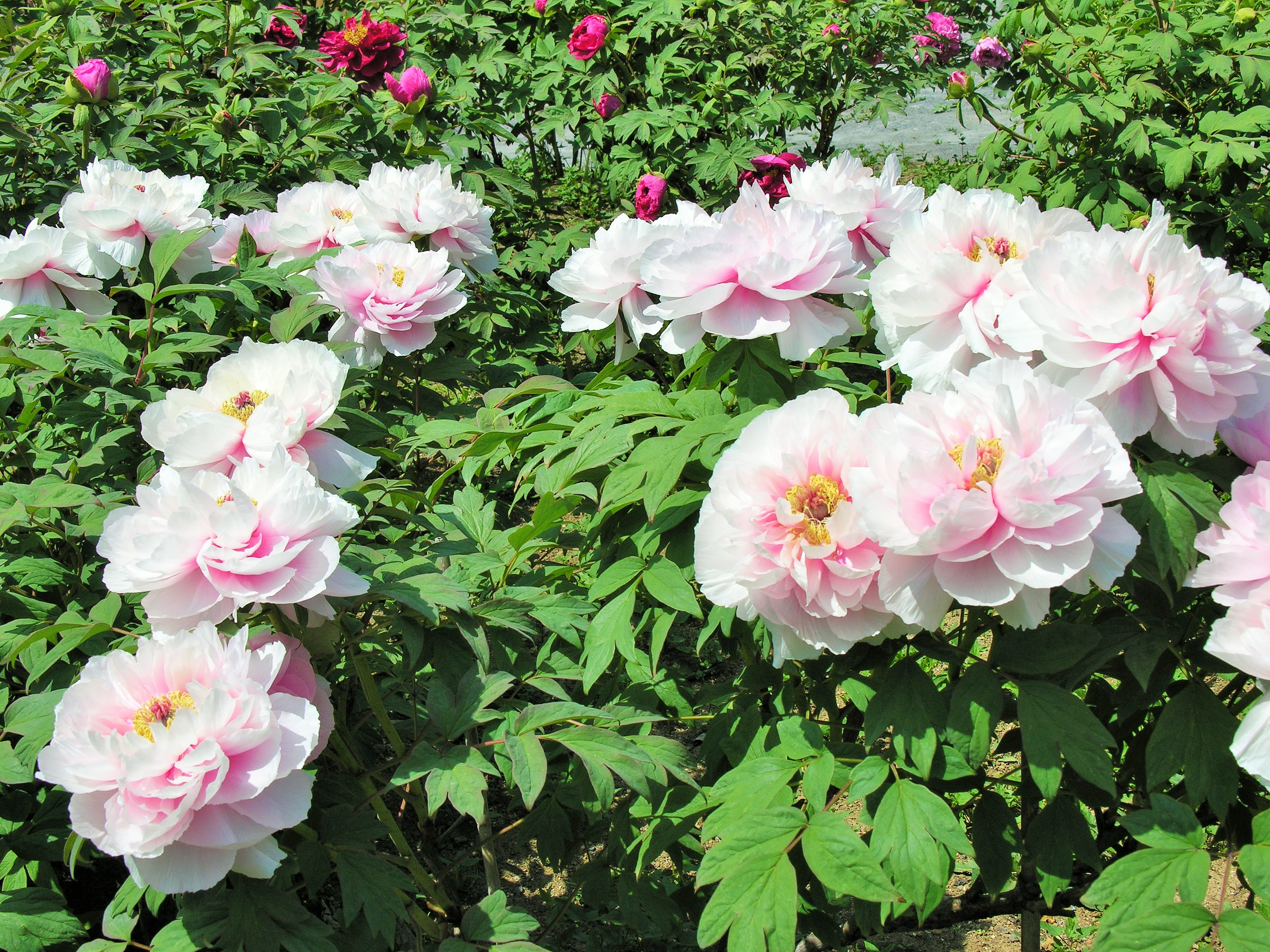

須賀川牡丹園（すかがわぼたんえん）は、福島県須賀川市にあり、牡丹園としては全国で唯一の国指定名勝である。

## 概要
総面積10ha（東京ドームの約三倍）もの園内で、290種類、7000株もの牡丹をはじめとする四季折々の花や風景を楽しむことが出来る庭園。
牡丹の開花時期には入園料が必要となるが、それ以外の時期には無料で公開されている。

## 歴史
1766年（明和3年）、この地で薬種業を営んでいた伊藤祐倫が、牡丹の根を薬用にするため、苗木を摂津国（現在の兵庫県宝塚市）から持ち帰り栽培したのが始まりといわれている。
明治時代初期に柳沼家が受け継ぎ、種類や株数を増やし、ほぼ現在の形になった。
1932年（昭和7年）には国の名勝に指定された。

## アクセス
- 東北自動車道須賀川ICより車で約15分（国道118号・福島県道63号経由）
- JR東北本線須賀川駅1番バス乗り場より竜崎経由石川行で牡丹園バス停下車すぐ
  - 牡丹の開花時期には須賀川駅より臨時バス「牡丹ライナー」を運転[3]